# داميان جونسون (لاعب كرة قدم أمريكية)
داميان جونسون (بالإنجليزية: Damian Johnson)‏ هو لاعب كرة قدم أمريكية أمريكي، ولد في 18 ديسمبر 1962 في غريت بيند في الولايات المتحدة.

## وصلات خارجية
- داميان جونسون على موقع مرجع كرة القدم المحترفة.كوم (الإنجليزية)